# Dąbrówki (powiat żuromiński)
Dąbrówki – wieś w Polsce położona w województwie mazowieckim, w powiecie żuromińskim, w gminie Bieżuń. Ma status sołectwa.
| SIMC    | Nazwa | Rodzaj    |
| ------- | ----- | --------- |
| 0112006 | Grądy | część wsi |

Prywatna wieś szlachecka Dąbrówki Bieżuńskie położona była w drugiej połowie XVI wieku w powiecie sierpeckim województwa płockiego. W latach 1975–1998 miejscowość należała administracyjnie do województwa ciechanowskiego.
Wierni Kościoła rzymskokatolickiego należą do parafii św. Stanisława Biskupa Męczennika w Bieżuniu.